# Liste der Baudenkmäler in Rösrath
Die Liste der Baudenkmäler in Rösrath enthält die denkmalgeschützten Bauwerke auf dem Gebiet der Stadt Rösrath im Rheinisch-Bergischen Kreis in Nordrhein-Westfalen (Stand: August 2019). Diese Baudenkmäler sind in der Denkmalliste der Stadt Rösrath eingetragen; Grundlage für die Aufnahme ist das Denkmalschutzgesetz Nordrhein-Westfalen (DSchG NRW).

## Baudenkmäler
| Bild                                                        | Bezeichnung                                                 | Lage                                                  | Beschreibung | Bauzeit                         | Eingetragen seit | Denkmal- nummer |
| ----------------------------------------------------------- | ----------------------------------------------------------- | ----------------------------------------------------- | --- | ------------------------------- | ---------------- | --------------- |
| Wegkreuz                                                    | Wegkreuz                                                    | Rösrath Ahornweg 70 Karte                             | neugotisches Natursteinkreuz mit Korpus auf hohem Sockel mit (leerer) Muschelnische, Konsole und Inschrift: ERRICHTET VON DEN EHELEUTEN PAUL ERF UND ELISABETH HORST BESITZER HIESIGEN GUTES 1870 | 1870                            |                  | 36              |
| Haus                                                        | Haus                                                        | Hoffnungsthal Am Hammer 1 Karte                       | |                                 |                  | 57              |
| weitere Bilder                                              | Haus                                                        | Hoffnungsthal Am Hammer 6 Karte                       | |                                 |                  | 87              |
| weitere Bilder                                              | Haus                                                        | Hoffnungsthal Am Hammer 7 Karte                       | |                                 |                  | 58              |
| Villa Reusch                                                | Villa Reusch                                                | Hoffnungsthal Am Hammer 12 Karte                      | 1784 vom Kaufmann Rudolf Philipp Boullé als Wohnhaus errichtet. 1880 tiefgreifender Umbau. | 1784                            |                  | 59              |
| ehemalige Kupferschmiede                                    | ehemalige Kupferschmiede                                    | Hoffnungsthal Am Hammer 14–34 Karte                   | |                                 |                  | 90              |
| Haus                                                        | Haus                                                        | Hoffnungsthal Am Hammer 19 Karte                      | |                                 |                  | 84              |
| BW                                                          | Haus                                                        | Hoffnungsthal Am Hammer 23 Karte                      | |                                 |                  | 95              |
| Haus                                                        | Haus                                                        | Hoffnungsthal Am Hammer 33 (vormals 18) Karte         | |                                 |                  | 88              |
| ehem. Produktionshallen Reusch                              | ehem. Produktionshallen Reusch                              | Hoffnungsthal Am Hammer 35–37 Karte                   | |                                 |                  | 89              |
| Teichanlage, Hammergraben                                   | Teichanlage, Hammergraben                                   | Hoffnungsthal Am Hammer 35–37 Karte                   | |                                 |                  | 89              |
| Haus                                                        | Haus                                                        | Rambrücken Am Mittelscheid 9 (vormals 7) Karte        | |                                 |                  | 79              |
| Empfangsgebäude des Bahnhofs Rösrath                        | Empfangsgebäude des Bahnhofs Rösrath                        | Rösrath Karte                                         | |                                 |                  | 62              |
| Haus                                                        | Haus                                                        | Forsbach Bensberger Str. 110 Karte                    | |                                 |                  | 53              |
| BW                                                          | Haus                                                        | Hoffnungsthal Berg 14 Karte                           | |                                 |                  | 96              |
| Haus                                                        | Haus                                                        | Bergische Landstr. 79 Karte                           | |                                 |                  | 50              |
| Haus                                                        | Haus                                                        | Sülze Bergische Landstr. 87/89 Karte                  | |                                 |                  | 76              |
| Adelenhof                                                   | Adelenhof                                                   | Blech Bleifelder Str. 61 Karte                        | Ehemalige Gaststätte „Adelenhof“, ehemalige Hofanlage. Zweigeschossiges Traufhaus mit südlich anschließendem jüngeren Giebelhaus, Fachwerkbau mit Krüppelwalmdächern, ornamental verschiefert, originale Fenster | Mitte 19. Jh.                   |                  | 75              |
| Haus                                                        | Haus                                                        | Brünsbach 4 Karte                                     | |                                 |                  | 66              |
| Haus                                                        | Haus                                                        | Durbusch Durbusch 7 Karte                             | |                                 |                  | 51              |
| Eicherhof                                                   | Eicherhof                                                   | Rösrath Karte                                         | |                                 |                  | 38              |
| Hofanlage                                                   | Hofanlage                                                   | Forsbach Ellersberg Karte                             | |                                 |                  | 39              |
| Altes Forsthaus                                             | Altes Forsthaus                                             | Forsbach Forsbacher Straße Karte                      | |                                 |                  | 86              |
| Franziska-Schacht                                           | Franziska-Schacht                                           | Hoffnungsthal Karte                                   | Als vierter Schacht der Grube Lüderich 237 Meter abgeteuft. Die Förderung auf dem Franziska-Schacht wurde 1958 eingestellt. Bis zur Einstellung des Bergbaus am Lüderich im Jahr 1978 diente der Schacht noch als Gruben-Bewetterung. | 1892                            |                  | 9               |
| Müllenbach-Grabmal, Carl und Franziska                      | Müllenbach-Grabmal, Carl und Franziska                      | Hoffnungsthal Friedhof Karte                          | |                                 |                  | 64              |
| weitere Bilder                                              | Müllenbach-Grabmal, Christoph Heinrich                      | Hoffnungsthal Friedhof Karte                          | Das als Figurenstele durch den Bildhauer Ferdinand Custodis ausgeführte Grabmal befindet sich auf dem Friedhof Volberg auf Feld 2, Reihe 39, Nr. 5. Das Denkmal hat eine Gesamthöhe von 4,20 Meter. Der Grundriss des Postaments ist 0,77 Meter breit und 0,62 Meter tief. Die Inschrift auf der Vorderseite lautet: Hier ruht in Gott * tief betrauert v. den Seinen * Christoph * Heinrich Theodor * Müllenbach * geb. d. 5. Juli 1803 * gest. d. 21. Dez. 1874 * Es wird gesaet verweslich * und wird auferstehen unverweslich | 1875                            | 1988             | 65              |
|                                                             | Grabmal Blech                                               | Hoffnungsthal Friedhof                                | |                                 |                  | 97              |
| Georgshof                                                   | Georgshof                                                   | Georgshof 13 Karte                                    | Ursprünglich vierflügelige Hofanlage mit nördlich davon stehendem Herrenhaus (aus der 2. Hälfte des 19. Jahrhunderts: Klever-Haus, abgebrochen 1979). Von der Hofanlage sind erhalten und restauriert: Das alte zweigeschossige Fachwerk-Wohnhaus mit Krüppelwalmdach, 5:2 Fensterachsen; am nördlichen Giebel mit zwei Flügeln anschließend die zweigeschossigen Wirtschaftsgebäude, Fachwerkgebäude mit Sattel- und Krüppelwalmdach. | 18. Jh.                         |                  | 15              |
| Bildstock                                                   | Bildstock                                                   | Rösrath Gerottener Weg/An der Foche Karte             | Backsteinkubus auf rechteckigem Grundriss, bekrönt mit einem fast rundbogigen, leicht auskragenden Giebel, vor Rundbogennische mit Marienbildnis ein schmiedeeisernes Gitterwerk, in Höhe des Nischenbodens ein umlaufendes wulstartiges Sims, unsachgemäß mit Zement verputzt. | 18. Jh.                         |                  | 16              |
| Hochkreuz                                                   | Hochkreuz                                                   | Rösrath Gerottener Weg (Friedhof) Karte               | neugotisches Natursteinkreuz ohne Korpus auf hohem, mehrteiligen Sockel, unten das Relief des Stifterwappens | um 1900                         |                  | 2               |
| Wegekreuz                                                   | Wegekreuz                                                   | Rösrath Gerottener Weg Karte                          | |                                 |                  | 4               |
| Hofanlage,ehem. Honrather Pfarrgut                          | Hofanlage, ehem. Honrather Pfarrgut                         | Großbliersbach Großbliersbach 53/54 Karte             | Zweigeschossiges Fachwerkhaus mit Satteldach; Wirtschaftsgebäude: zweiflügelige Fachwerkbauten, der Stall eingeschossig mit Satteldach und Gaube, zweigeschossige Scheune mit Satteldach | um 1700                         |                  | 40              |
| Hofanlage,ehem. Honrather Pfarrgut                          | Hofanlage, ehem. Honrather Pfarrgut                         | Großbliersbach Großbliersbach 53/54 Karte             | | um 1700                         |                  | 40              |
| Haus                                                        | Haus                                                        | Großbliersbach Großbliersbach 55 Karte                | |                                 |                  | 74              |
| Alte Küsterei                                               | Alte Küsterei                                               | Rösrath Hauptstr. 54 Karte                            | Zweigeschossiges Traufhaus, Fachwerkbau mit Krüppelwalmdach und leicht vorkragendem Obergeschoss, 3:2 Fensterachsen, originale Fenster, über dem traufseitigen Eingang mit neuer Türe ein Zwerchgiebel aus dem 19. Jahrhundert | 2. H. 18. Jh.                   |                  | 41              |
| Kirche St. Nikolaus von Tolentino, Grabkreuze und Wegekreuz | Kirche St. Nikolaus von Tolentino, Grabkreuze und Wegekreuz | Rösrath Hauptstr. 62 Karte                            | Hoher, giebelständigen Saalbau mit dreiseitigem Chorabschluss von 1691-1708. Umfassend renoviert 1903–1908, dabei teilweise bis zum Sockel abgetragen. Der Saalraum, der zuvor im Innern eine flache Holztonne hatte, erhielt ein 5-jochiges Kreuzrippengewölbe auf kurzen Diensten, das außen durch doppelt abgetreppte, mit Sandstein abgedeckte Strebemauern zwischen den Rundfenstern aufgefangen wurde. An der Südseite wurde eine Sakristei angebaut, darüber eine Empore, mit Doppelarkade zum Kirchenschiff geöffnet. In der Ostfassade der Sakristei wurde ein rundbogiges, mit der Jahreszahl 1684 bezeichnetes Portal des Klosters wiederverwendet. Über dem schiefergedeckten Satteldach des Kirchenschiffes befindet sich ein hoher Glockenreiter. Zwei Grabkreuze an der Kirche sind Fragmente eines Sandsteinkreuzes, einmal mit Winkelsegmenten, das andere Mal mit geschweiften Balkenenden und Winkelsegmenten. In beiden Fällen handelt es sich um Reliefs von Kruzifixen. Ein drittes Grabkreuz ist aus Trachyt mit zugespitzten Balkenenden und Winkelvoluten. Es ist ein Relief der Wundmale Christi. Außerdem befindet sich an der Kirche ein Wegekreuz. Dabei handelt es sich um ein Missionskreuz von 1871. Es besteht aus Naturstein mit Korpus auf Sockel mit einer Inschriftentafel. Darauf finden sich die Jahreszahlen von folgenden Missionen: 1891, 1904 und 1908. | 1691–1708 Renovierung 1903–1908 | 21.10.1985       | 42              |
| Katholisches Pfarrhaus                                      | Katholisches Pfarrhaus                                      | Rösrath Hauptstr. 64 Karte                            | Das katholische Pfarrhaus ist ein 2-geschossiger Putzbau, rechtwinklig an der Nordseite der Kirche anstoßend. Das Haus hat fünf Fensterachsen mit Sprossengliederung sowie Tür und Fenster mit Werksteingewände. Eine originale Holztür mit ornamental verziertem Oberlicht in der Mittelachse ist vorhanden. | 1677–1700                       | 21.10.1985       | 43              |
| Augustinushaus                                              | Augustinushaus                                              | Rösrath Hauptstr. 70 Karte                            | 2-geschossiges verputztes Bruchsteinhaus mit Walmdach und vier Dachgauben. In der Mittelachse befindet sich ein Zwerggiebel. Die Fenster sind mit Putzgewänden und in Sprosseneinteilung. Im Innern des Gebäudes gibt es zum Teil originale Kölner Decken mit Stuckornamenten. | 1677–1700 Renovierung 1977–1978 | 21.10.1985       | 44              |
| weitere Bilder                                              | Turbinenanlage                                              | Rösrath Hauptstr. 104 Karte                           | Die „Rösrather Thonwerke Benfey & Co“ installierten die heute noch vorhandene Durchströmturbine. Dieser Turbinen-Typ war nicht so verbreitet wie die tangentialen Bauart (z. B. die Francis-Turbine). Ein Zulaufgraben von der Sülz führte das Wasser zu der Turbine, die über Transmissionsriemen die Maschinen der Dachziegelfabrik und bis 1927 der nachfolgenden Lederfabrik antrieb. | 1892                            | 28.02.2008       | 92              |
| Wegekreuz                                                   | Wegekreuz                                                   | Rösrath Hauptstr. 143 Karte                           | |                                 |                  | 26              |
| Gasthof Zur Brücke                                          | Gasthof Zur Brücke                                          | Hoffnungsthal Hauptstr. 215 Karte                     | |                                 |                  | 33              |
| Haus                                                        | Haus                                                        | Hoffnungsthal Hauptstr. 218 Karte                     | |                                 |                  | 5               |
| Haus                                                        | Haus                                                        | Hoffnungsthal Hauptstr. 219 Karte                     | |                                 |                  | 31              |
| Haus                                                        | Haus                                                        | Hoffnungsthal Hauptstr. 224 Karte                     | | um 1925                         |                  | 93              |
| weitere Bilder                                              | Rathaus Hoffnungsthal                                       | Hoffnungsthal Hauptstr. 229 Karte                     | Mitte 19. Jahrhundert; Um und Erweiterungsbau für die Gemeindeverwaltung 1912/13 (Architekt Hermann Eberhard Pflaume); zweigeschossiger Backsteinbau, verputzt, mit Mansarddach, giebelbekröntem Mittelrisalit, Dachgauben, Traufhaus mit sechs Achsen, Türe neu, deren Oberlicht neubarockes Holzwerk-Gitter, Sprossenfenster mit Schlagläden (fehlen im Erdgeschoss), profilierte Fenstergewände im Erdgeschoss | 1865 Renovierung 1912–1913      |                  | 3               |
| Haus                                                        | Haus                                                        | Hoffnungsthal Hauptstr. 234 Karte                     | Zweigeschossiges Fachwerkhaus mit Satteldach, linke Hälfte verschiefert, 4:2 Fensterachsen, Sprossenfenster mit Schlagläden | Mitte 19. Jh                    |                  | 52              |
| Wohn- und Geschäftshaus                                     | Wohn- und Geschäftshaus                                     | Hoffnungsthal Hauptstr. 252 Karte                     | Zweigeschossiges Traufhaus mit Satteldach, Fachwerkkonstruktion, dreiachsige Auslucht an der linken Traufseite, 5:2 Fensterachsen | um 1850                         |                  | 83              |
| Villa Lemmer                                                | Villa Lemmer                                                | Hoffnungsthal Hauptstr. 257 Karte                     | |                                 |                  | 10              |
| weitere Bilder                                              | Lindenhof                                                   | Hoffnungsthal Hauptstr. 289 Karte                     | |                                 |                  | 91              |
| Villa Reusch                                                | Villa Reusch                                                | Hoffnungsthal Hauptstr. 310 Karte                     | |                                 |                  | 55              |
| Haus                                                        | Haus                                                        | Hoffnungsthal Hauptstr. 312 Karte                     | |                                 |                  | 34              |
| Villa Longree                                               | Villa Longree                                               | Hoffnungsthal Hauptstr. 316 Karte                     | Erbaut 1864 als eine der Villen der Familie Reusch, diente sie später als Wohnhaus für den Bergwerksdirektor Karl Heinrich Longrée, der Hermine Reusch aus Hoffnungsthal zur Frau nahm. | 1864                            |                  | 11              |
| weitere Bilder                                              | Fachwerkhaus Heideweg                                       | Forsbach Heideweg 76 Karte                            | Das in zwei Bauphasen errichtete Haus besteht zum Teil aus Mauerwerk, zum Teil aus Fachwerk (Ständerbauweise mit geschosshohen, leicht geschwungenen Streben). Unter einer Haushälfte befindet sich ein Gewölbekeller aus Bruchsteinmauerwerk mit einem Lehmboden. In den 1950er Jahren erhielt das Haus auf der Talseite einen abgeschleppten Erweiterungsbau. Die Fenster sind im gesamten Gebäude bis auf wenige Ausnahmen als einflügelige Sprossenfenster mit verstärkter senkrechter Mittelsprosse ausgeführt. | Anfang 19. Jhdt.                | 30.10.1991       | 78              |
| Kapelle St. Barbara                                         | Kapelle St. Barbara                                         | Hellenthal Karte                                      | |                                 |                  | 27              |
| Burghaus Hellenthal                                         | Burghaus Hellenthal                                         | Hellenthal Hellenthal 2 Karte                         | |                                 |                  | 13              |
| Haus                                                        | Haus                                                        | Hellenthal Hellenthal 4–6 Karte                       | |                                 |                  | 54              |
| Haus                                                        | Haus                                                        | Hellenthal Hellenthal 7 Karte                         | |                                 |                  | 12              |
| Haus                                                        | Haus                                                        | Hofferhof 62 Karte                                    | |                                 |                  | 29              |
| Haus                                                        | Haus                                                        | Hofferhof 65–67 Karte                                 | |                                 |                  | 61              |
| Kornbrennerei                                               | Kornbrennerei                                               | Hofferhof 68 Karte                                    | |                                 |                  | 60              |
| Wegekreuz                                                   | Wegekreuz                                                   | Rösrath Höholzer Weg 21 Karte                         | Inschrift: ......SÜNDER .....DEINE SEELE ERRICHTET VON DEN EHELEUTEN MICHAEL MEIER UND ANNA GERTRUD GIPPEN BESITZER HIESIGEN GUTES 1870 | 1870                            |                  | 28              |
| Haus                                                        | Haus                                                        | Hove 84 Karte                                         | |                                 |                  | 71              |
| Villa Büren                                                 | Villa Büren                                                 | Hover Weg 3 Karte                                     | |                                 |                  | 8               |
| Haus                                                        | Haus                                                        | Hoffnungsthal Julweg 2 Karte                          | |                                 |                  | 22              |
| Haus                                                        | Haus                                                        | Hoffnungsthal Julweg 6 Karte                          | |                                 |                  | 32              |
| Haus                                                        | Haus                                                        | Hoffnungsthal Julweg 7 Karte                          | |                                 |                  | 21              |
| Kupfersiefer Mühle                                          | Kupfersiefer Mühle                                          | Kupfersiefen Kupfersiefen 31 Karte                    | Zweigeschossiges Backstein-Wohnhaus mit Krüppelwalmdach, 6:2 Fensterachsen, originale Sprossenfenster, traufseitig mit Schlagläden, originale Haustüre; westlich anschließend: Fachwerk Scheune mit Satteldach; an der nördlichen Traufseite des Wohnhauses im rechten Winkel angebaut ein eineinhalbgeschossiger, langgestreckter Stall mit Satteldach in Fachwerkkonstruktion auf massivem, verputztem Erdgeschoss; südlich anschließend: das Mühlenhaus, eingeschossig in Backsteinmauerwerk mit Satteldach, im Kellergeschoss ist das Mühlwerk erhalten, außen das oberschlächtige Mühlrad; zugehörig: der nördlich der Mühle liegende ehem. Mühlenteich, heute versumpft. | Mitte 19. Jh.                   |                  | 63              |
| Kupfersiefer Hof                                            | Kupfersiefer Hof                                            | Kupfersiefen Kupfersiefen 32 Karte                    | Zweigeschossiges Fachwerkhaus mit Satteldach, westlicher Giebel verputzt, 4:2 Fensterachsen, Sprossenfenster mit Schlagläden; nördlich des Wohnhauses: Die zweiflügeligen Wirtschaftsgebäude, eingeschossige Fachwerkhäuser mit Satteldächern; im Hof: Mühlstein. | um 1800                         |                  | 45              |
| weitere Bilder                                              | Haus Stade, ehemalige Wasserburg                            | Hoffnungsthal Lüghauser Str. 16 Karte                 | |                                 | 03.04.1984       | 7               |
| Haus                                                        | Haus                                                        | Lüghauser Str. 81 Karte                               | |                                 |                  | 72              |
| Haus                                                        | Haus                                                        | Lüghauser Str. 154 Karte                              | |                                 |                  | 6               |
| Haus                                                        | Haus                                                        | Lüghauser Str. 156 Karte                              | |                                 |                  | 73              |
| BW                                                          | Haus                                                        | Menzlingen 4 Karte                                    | |                                 |                  | 81              |
| Wegekreuz an der Straße                                     | Wegekreuz an der Straße                                     | Schönrather Straße 15 Karte                           | |                                 |                  | 56              |
| Paffrather Hof                                              | Paffrather Hof                                              | Rösrath Paffrather Weg Karte                          | |                                 |                  | 77              |
| ehem. Lager Stephansheide                                   | ehem. Lager Stephansheide                                   | Pestalozziweg 77                                      | |                                 |                  | 69              |
| Waschkaue am Franziskaschacht                               | Waschkaue am Franziskaschacht                               | Hoffnungsthal Rothenbacher Weg 34b Karte              | |                                 |                  | 70              |
| Zechenhaus am Franziskaschacht                              | Zechenhaus am Franziskaschacht                              | Hoffnungsthal Rothenbacher Weg 34c Karte              | |                                 |                  | 94              |
| Wegekreuz                                                   | Wegekreuz                                                   | Rösrath Scharrenbroicher Str. 28 Karte                | |                                 |                  | 30              |
| Wegekreuz                                                   | Wegekreuz                                                   | Rösrath Scharrenbroicher Str. 71 Karte                | |                                 |                  | 80              |
| weitere Bilder                                              | Haus Steeg                                                  | Rambrücken Steeg 5 Karte                              | Haus Steeg ist ein zweigeschossiges Fachwerkhaus mit Satteldach, das Obergeschoss im Westgiebel vorkragend. Es steht auf einem massiven Kellergeschoss-Sockel in Bruchsteinmauerwerk mit Tonnengewölbe. Es ist in Ständerbauweise errichtet worden; d. h. die Fachwerkbalken laufen vom Erdgeschoss weiter über das Obergeschoss bis zur Traufe. Die Knaggen sind – mit Ausnahme des Westgiebels – innenliegend. | 1577/1578                       | 19.04.1988       | 47              |
| Haus                                                        | Haus                                                        | Stöcken 7 Karte                                       | | 1702                            |                  | 14              |
| weitere Bilder                                              | Burg Obersülz auch Burghaus Scheltensülz oder Scheltensülz  | Hoffnungsthal Sülzer Burg 9 Karte                     | |                                 | 03.04.1984       | 18              |
| weitere Bilder                                              | Haus Venauen                                                | Venauen Karte                                         | |                                 |                  | 23              |
| weitere Bilder                                              | Evangelische Kirche Volberg                                 | Hoffnungsthal Volberg 1 Karte                         | |                                 |                  | 20              |
| Kriegerdenkmal                                              | Kriegerdenkmal                                              | Hoffnungsthal Volberg 1 Karte                         | Sandstein, Höhe etwa 6 Meter neuromanische Säule mit Adler, an der Säule ein Schild mit Eisernem Kreuz, bezeichnet 1870. Auf dem Sockel: ERRICHTET VOM KRIEGERVEREIN UND DER GEMEINDE VOLBERG. WILH. KRAUS † GRAVELOTTE, RUD. BONITZ † ST. MIHIEL. DEN GEBLIEBENEN ZU EHREN, DEN NACHKOMMEN ZUR NACHEIFERUNG. | 1870                            |                  | 24              |
| Pfarrhaus                                                   | Pfarrhaus                                                   | Hoffnungsthal Volberg 2 Karte                         | |                                 |                  | 25              |
| weitere Bilder                                              | Küsterhaus                                                  | Hoffnungsthal Volberg 3 Karte                         | |                                 |                  | 35              |
| weitere Bilder                                              | Reusch-Grabmäler                                            | Hoffnungsthal Volberg Karte                           | |                                 |                  | 82              |
| Fachwerkhaus                                                | Fachwerkhaus                                                | Hoffnungsthal Vordersten Büchel 31 Karte              | | Anf. 19. Jh.                    |                  | 67              |
| Wehranlage/Mühlengraben an der Sülz                         | Wehranlage/Mühlengraben an der Sülz                         | Rösrath Sülz, oberhalb des Campingplatz Rösrath Karte | |                                 |                  | 85              |
| weitere Bilder                                              | Klostermühle                                                | Rösrath Zum Eulenbroicher Auel 15 Karte               | Mühle des ehemaligen Augustinerklosters Rösrath. Zweiflügeliger Fachwerkbau, zweigeschossig mit Krüppelwalmdach, 4:2 Fensterachsen, Sprossenfenster mit Schlagläden. Das ursprünglich an der Adresse „Alte Mühle 9“ eingetragene Gebäude wurde Mitte der 1970er Jahre an den heutigen Platz – circa 200 m weiter nördlich – transloziert. | Mitte 18. Jh.                   |                  | 19              |
| weitere Bilder                                              | Haus Eulenbroich                                            | Rösrath Zum Eulenbroicher Auel 19 Karte               | |                                 |                  | 1               |
| BW                                                          |                                                             | Rösrath Zum Scherbüchel 23 Karte                      | |                                 |                  | 49              |

## Ehemalige Baudenkmäler
| Bild           | Bezeichnung    | Lage                               | Beschreibung | Bauzeit | Eingetragen seit | Denkmal- nummer |
| -------------- | -------------- | ---------------------------------- | --- | ------- | ---------------- | --------------- |
| weitere Bilder | Forsbacher Hof | Forsbach Bensberger Str. 287 Karte | zweigeschossiges Fachwerkhaus mit Satteldach, Traufhaus, 7:2 Fensterachsen, mit zum Teil originalen Sprossenfenstern. An der Konigsforster Straße wurde ein jüngerer Fachwerkanbau mit zweiachsiger Dachgaube angefügt. Die Fassade des im November 2011 abgerissenen Gebäudes wurde zwar originalgetreu rekonstruiert, jedoch wurde dem Gebäude der Status als Baudenkmal am 12. November 2013 aberkannt. |         |                  | ehem. 37        |